# 劉禆
劉禆（？年—？年），字廣益，陝西省中部縣（今黃陵縣）人，清朝政治人物。

## 生平
順治二年（1645年）舉人，順治四年（1647年）丁亥科進士。由按察司委攝湖廣蒲圻縣（今屬湖北省赤壁市）知縣。歷官四川省順慶府知府。